# Генайтис, Владимир (1995)
Владимир Генайтис (30 марта 1995) — молдавский и российский футболист, защитник клуба «Зимбру».

## Карьера
Футбольную карьеру начал в 2013 году в составе клуба «Заря» Бельцы. В 2016 году был в аренде в «Саксане».
Летом 2017 года стал игроком молдавского клуба «Сфынтул Георге». Всего за клуб сыграл 34 матча, где не забил ни одного мяча.
В начале 2020 года перешёл в молдавский клуб «Флорешты». Всего за клуб сыграл 48 матчей, где забил 3 мяча.
В начале 2022 года подписал контракт с казахстанским клубом «Актобе».
14 февраля главный тренер «Кайсара» Виктор Кумыков сообщил корреспонденту сайта meta-ratings.kz, что клуб подписал четырёх легионеров из стран ЕАЭС, в том числе Генайтиса.

## Достижения
«Сфынтул Георге»
- Серебряный призёр чемпионата Молдавии: 2019
- Финалист Кубка Молдавии: 2018/19

## Клубная статистика
| Игровая карьера | Игровая карьера | Игровая карьера | Лига | Лига | Кубок | Кубок | Межд. | Межд. | Др. | Др. |
| --------------- | --------------- | --------------- | ---- | ---- | ----- | ----- | ----- | ----- | --- | --- |
| 2017            | Сфынтул Георге  | А               | 1    | 0    | —     | —     | —     | —     | —   | —   |
| 2018            | Сфынтул Георге  | А               | 15   | 0    | 3     | 0     | —     | —     | —   | —   |
| 2019            | Сфынтул Георге  | А               | 14   | 0    | 1     | 0     | —     | —     | —   | —   |
| 2020/21         | Флорешты        | А               | 31   | 3    | —     | —     | —     | —     | —   | —   |
| 2021/22         | Флорешты        | А               | 17   | 0    | —     | —     | —     | —     | —   | —   |
| 2022            | Актобе          | А               | 9    | 0    | 2     | 0     | —     | —     | —   | —   |
| 2023            | Кайсар          | А               | 5    | 0    | 2     | 0     | —     | —     | —   | —   |